# Weert-Centrum
Weert-Centrum (Limburgs: Wieërt-Centrum, in de volksmond ook vaker: de stad) is een wijk en buurt die het centrum van de stad Weert omvatten. De buurt bestaat uit de binnenstad van Weert, binnen de singels en rondom het station. De wijk omvat daarnaast ook de buurt Maaspoort, welke in het zuidwesten onder andere het ziekenhuis en de winkelstraat Maaspoort omvat. De binnenstad van Weert heeft de vorm van een middeleeuwse stad met singels op de plek waar vroeger de stadsgrachten en muren aanwezig waren. De verbindingsstraten binnen de singels hebben de naam van de poort waar ze vanaf de markt naartoe lopen. Met de klok mee zijn dit de Beekstraat, Hoogstraat, Maasstraat, Langstraat en de Molenstraat. Alleen de Morgatpoort (Hegstraat) heeft zijn benaming niet met de straat gedeeld. De huidige verkeersaders van Weert zijn via de ringbaan en de singels verbonden met de binnenstad. De Singels van de stad dragen de namen van twee koninginnen: Wilhelminasingel en Emmasingel. Nabij Kasteel Nijenborgh heet de singel Kasteelsingel.
|    | Straat      | Poort       | Richting   | Huidige betekenis |
| -- | ----------- | ----------- | ---------- | --- |
| NW | Beekstraat  | Beekpoort   | Maarheeze  | Tegenwoordig onderdeel van het Bassin bij de stadsbrug over de Zuid-Willemsvaart. De entrance van Weert vanuit Eindhoven en de Eindhovenseweg. (De Poort van Limburg)        |
| NO | Hegstraat   | Morgatpoort | Laar       | Door de komst van de Zuid-Willemsvaart werd het belang van deze poort door het ontbreken van een brug over het kanaal flink kleiner.                                         |
| NO | Hoogstraat  | Hoogpoort   | Nederweert | De poort omvat de Oelemarkt, bekend als uitgaansstraat in Weert. Deze poort verbond de stad met kasteel Nijenborgh en het minderbroedersklooster op de Biest.                |
| O  | Maasstraat  | Maaspoort   | Roermond   | De entrance van Weert vanuit Roermond en de Roermondseweg. Zoals de naam al zegt de poort vanuit de Maas. Later tevens de weg naar Stramproy en Maaseik (Maaseikerweg).      |
| Z  | Langstraat  | Langpoort   | Keent      | Oorspronkelijk de weg van en naar Stramproy en Lozen. De entrance van Weert vanuit het treinstation. Tegenwoordig is het gemeentehuis in de omgeving van de poort gevestigd. |
| W  | Molenstraat | Molenpoort  | Hamont     | Oorspronkelijk de weg van en naar Budel en Hamont. Door de komst van de Zuid-Willemsvaart en de spoorlijn Budel-Vlodrop werd het belang van deze poort flink kleiner.        |

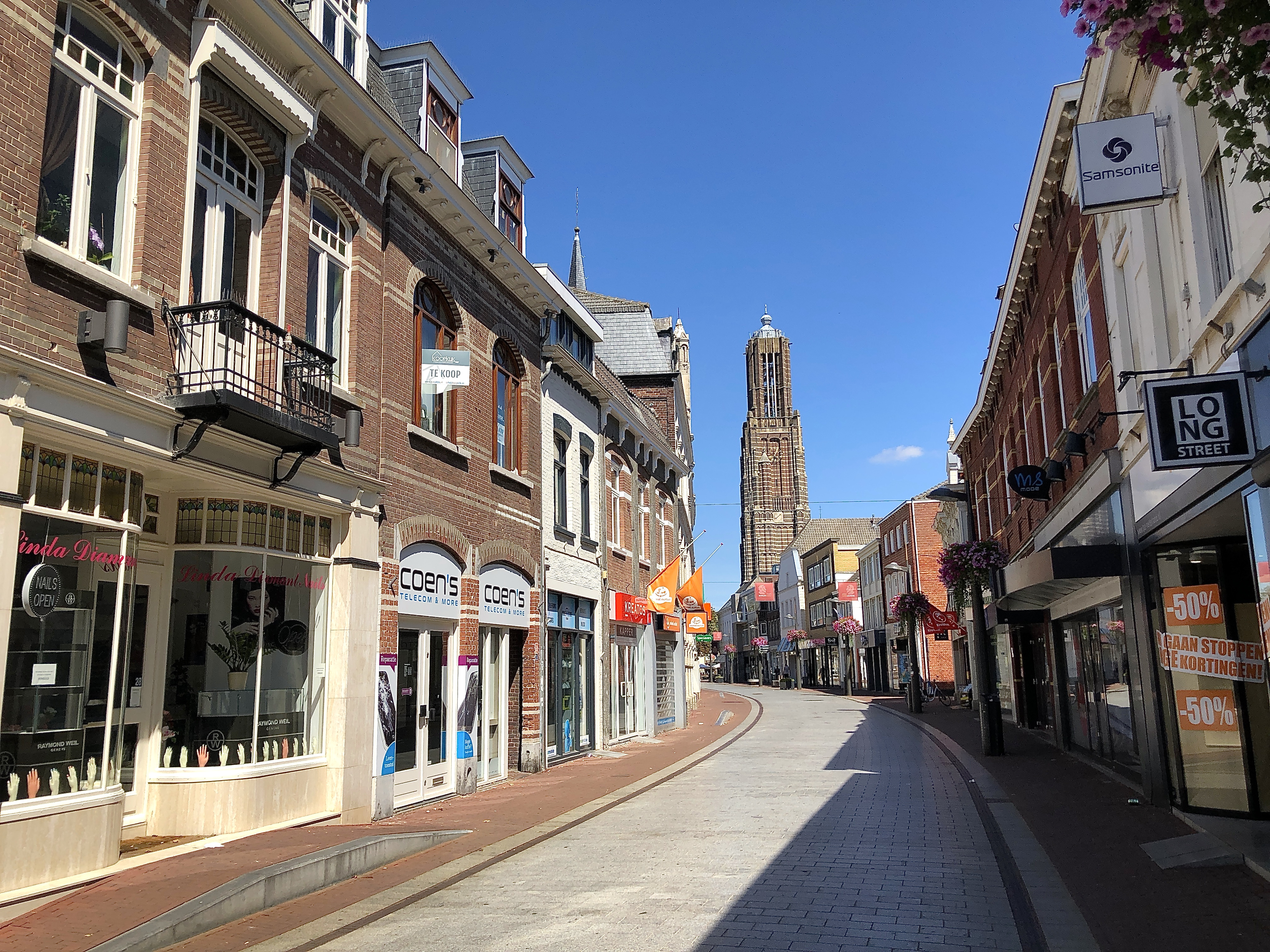
Toren Martinuskerk - Weert
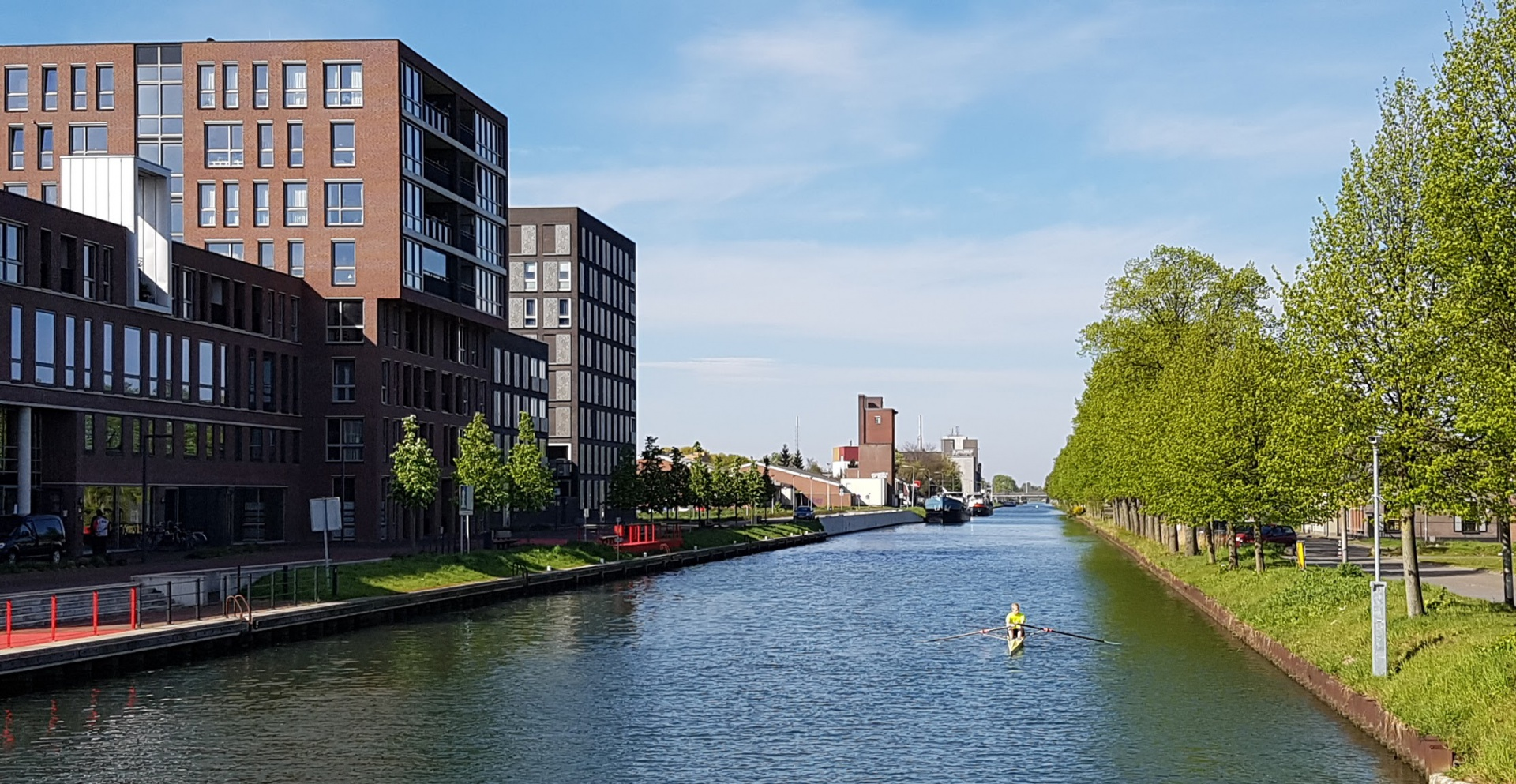
Roeivereniging Weert skiff stadsbrug
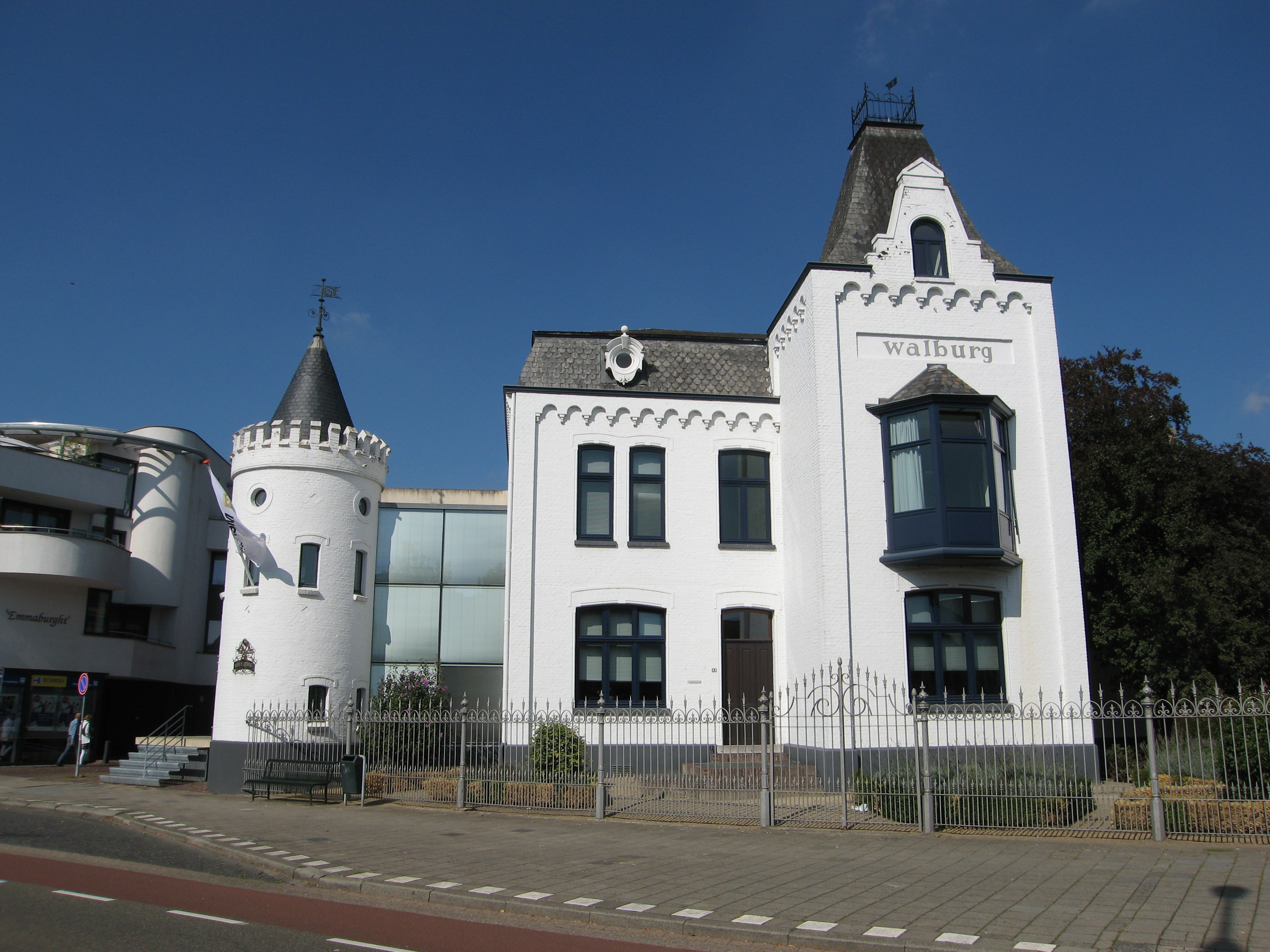
Weert-emmasingel
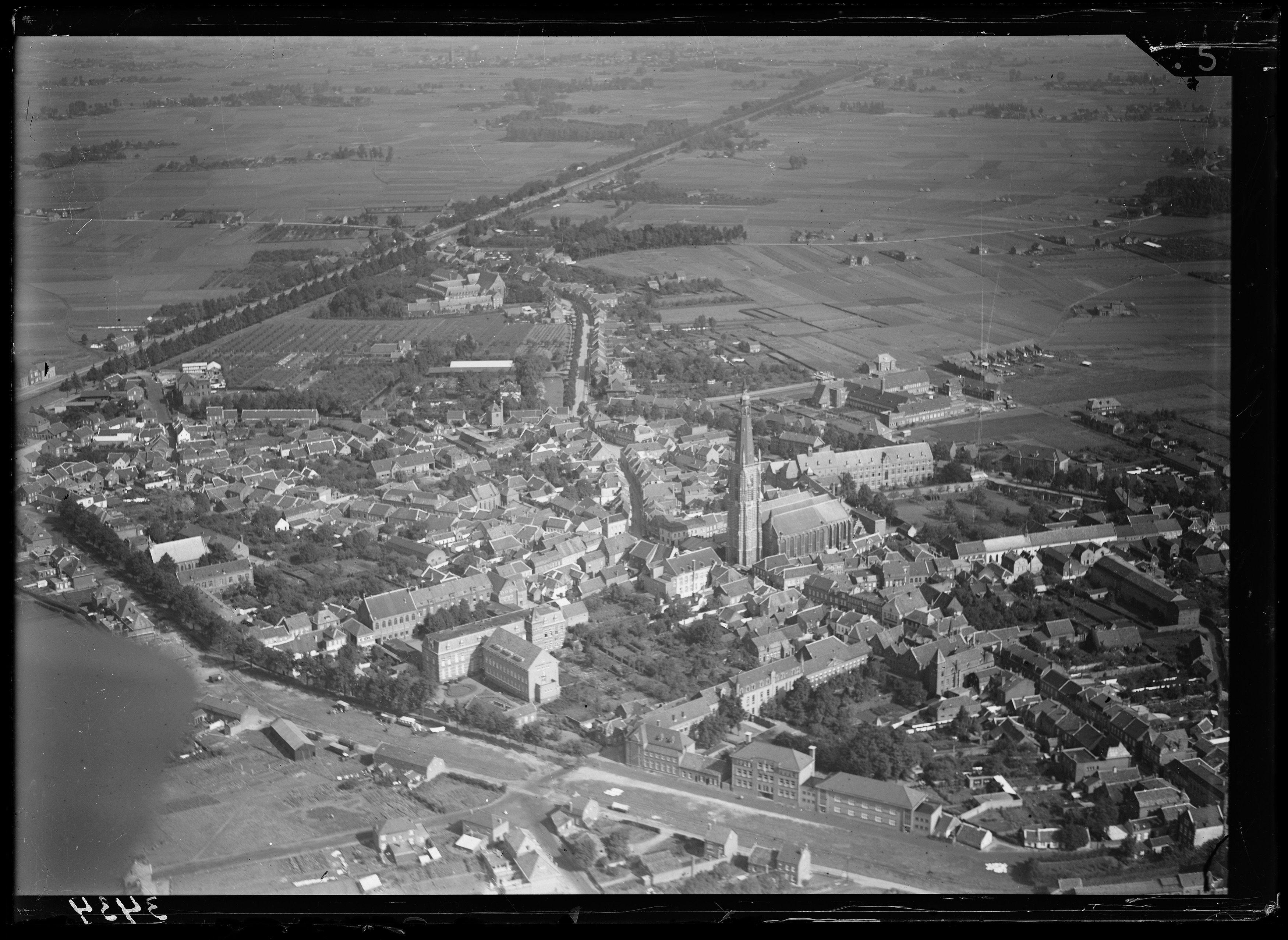
Weert in de vroege 20e eeuw, enkel Weert-Centrum en de Biest vormde de stad Weert.

Stad: Weert

Kerkdorpen: Altweerterheide · Laar · Stramproy · Swartbroek · Tungelroy 

Buurtschappen: Altweert · Bosven · Breyvin · Castert · Crixhoek · De Berg · De Boberden · De Horst · Dijkerstraat · Hei · Houtbroek · Hushoven · Oud-Boshoven · Rietbroek · Vlootkant · Wisbroek

Woonwijken: Boshoven (Vrakker · Oda · Oud-Boshoven) · Laarveld · Molenakker · Kampershoek · Fatima · Weert-Centrum · Biest · Groenewoud · Leuken (Vrouwenhof · Leuken-Noord) · Keent (Parkhof) · Moesel · Graswinkel · Rond de Kazerne (Altweert · Boshoverbeek) 

Limburg: Steden en dorpen      Nederland: Provincies · Gemeenten